# 皮德比爾齊
49°50′37″N 24°8′59″E / 49.84361°N 24.14972°E

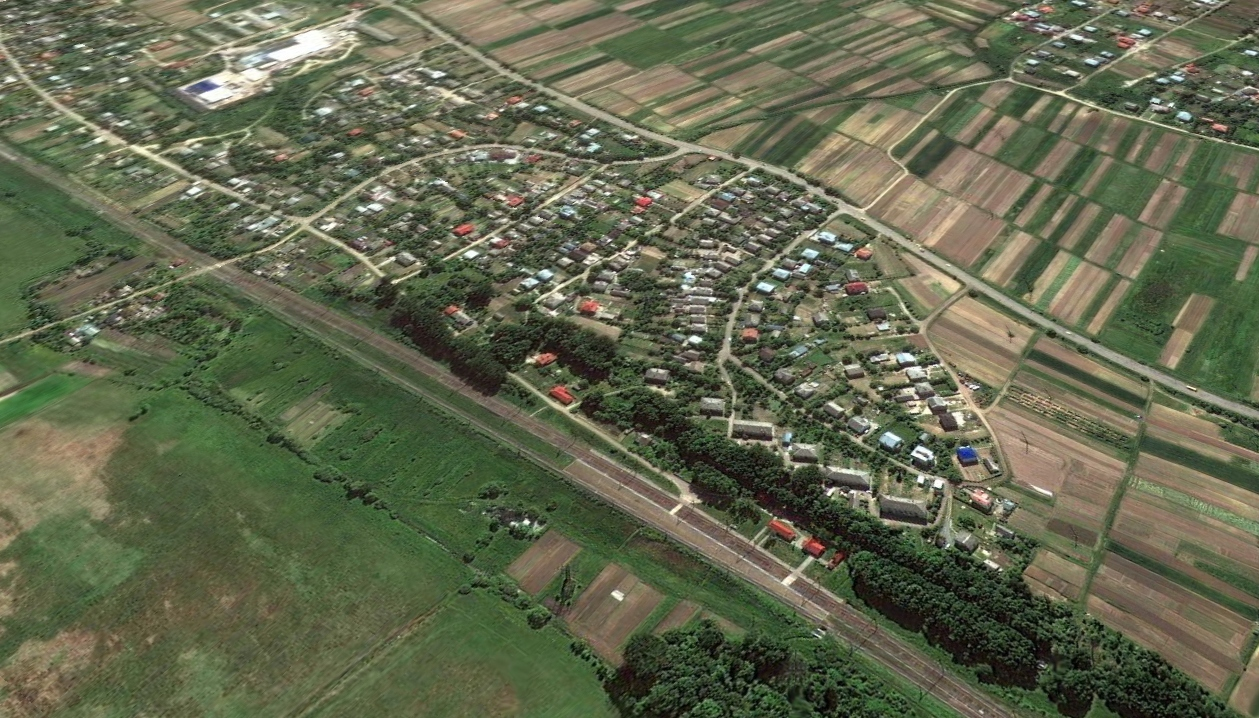

皮德比爾齊（羅馬化：Pidbirtsi）是烏克蘭西部的村落，隸屬利沃夫州利維夫區利維夫市鎮，距離州府利維夫市中心約11公里，面積1.81平方公里，海拔高度260米，人口2,900，人口密度每平方公里1,570.72人。